# Grażyna Lipińska
Grażyna Władysława Lipińska z domu Sokołowska herbu Gozdawa ps. „Danuta” (ur. 12 kwietnia 1902 w Warszawie, zm. 30 listopada 1995 tamże) – polska żołnierka (Legionów Polskich, Związku Walki Zbrojnej i Armii Krajowej), harcerka, chemiczka, nauczycielka, bibliotekarka, sanitariuszka i łączniczka. Uczestniczka bitwy warszawskiej, III powstania śląskiego. Szefowa wywiadu Armii Krajowej na Wschodzie. Długoletni więzień polityczny w Gułagu. Podpułkownik Wojska Polskiego.

## Życiorys
Córka Witolda Sokołowskiego herbu Gozdawa (1871–1944) i literatki Anny Marii ze Skarbków (1878–1972). W 1912 wraz z matką i rodzeństwem przeniosła się do Myślenic, zaczęła pomagać w utrzymaniu rodziny. Zarabiała korepetycjami i przepisywaniem podręczników. Wraz z innymi organizowała pomoc w gospodarstwach chłopskich, z których mężczyźni walczyli lub zginęli na froncie. W sierpniu 1918 wyjechała do ojca do Lwowa, gdzie podjęła naukę w Państwowym Żeńskim Gimnazjum im. Juliusza Słowackiego. Mając 16 lat początkowo jako harcerka, a później jako żołnierz Polskiej Organizacji Wojskowej – brała udział w obronie Lwowa, będąc sanitariuszką, kurierem i wywiadowczynią.

### Dwudziestolecie międzywojenne (1919-1939)
W 1920 wzięła udział w Bitwie Warszawskiej, następnie pracowała jako sanitariuszka w szpitalu wojskowym w Krakowie. Po zdaniu matury w Zakopanem, gdzie przeniosła się jej matka podjęła studia na Wydziale Chemii Uniwersytetu Jagiellońskiego na kierunku chemia i fizyka. W 1921 przerwała studia, aby wziąć udział w III powstaniu śląskim. Prowadziła akcję werbunkową i przewoziła broń, głównie w znanych jej powiatach myślenickim i wadowickim. W roku akademickim 1921–1922 przeniosła się do Warszawy gdzie kontynuowała studia na Wydziale Chemicznym Politechniki Warszawskiej. Praktykę studencką odbyła w prywatnej fabryce farmaceutycznej w Grodzisku, której współwłaścicielem był przyszły rektor Politechniki Warszawskiej – profesor Józef Zawadzki, ojciec Tadeusza – „Zośki”. Na drugim roku studiów pracowała jako laborantka w niemieckiej fabryce ultramaryny „Szetzer-Werner” w Warszawie. Wspólnie z profesorem Czesławem Grabowskim z Politechniki Warszawskiej przygotowywała projekt płuczki oczyszczającej gazy poprocesowe, co miało zmniejszać zanieczyszczanie środowiska. W czasie studiów pracowała również w Królewskiej Hucie na Górnym Śląsku, będąc tam jedyną kobietą, posiadającą wykształcenie techniczne. W roku 1928 ukończyła jako pierwsza z kobiet studia w Katedrze Maszynoznawstwa Chemicznego na Wydziale Chemicznym Politechniki Warszawskiej. 
Uczyła chemii i fizyki m.in. w Państwowym Gimnazjum im. Stefana Batorego, Gimnazjum im. Marii Curie-Skłodowskiej, Państwowej Żeńskiej Szkole Przemysłowo – Handlowej równocześnie studiując w Instytucie Pedagogicznym Uniwersytetu Warszawskiego oraz przygotowując doktorat. Od 1935 była dyrektorką szkoły zawodowej w Grodnie. Z jej inicjatywy otwierano szkoły, a także zakładała i rozbudowywała internaty w celu ułatwienia nauki młodzieży wiejskiej. W roku 1938 organizacje kobiece, do których należała wysunęły jej kandydaturę na posła do Sejmu. W związku z tym przygotowała program, w którym oprócz rozwoju szkół polskich proponowała zakładanie szkół z językiem białoruskim.

### II wojna światowa (1939–1945)
Po agresji III Rzeszy na Polskę mianowana komendantką Pogotowia Społecznego w Grodnie. Po agresji ZSRR na Polskę brała udział w organizacji obrony miasta przed Armią Czerwoną. Do historii przeszło odbicie przez nią, z narażeniem życia, kilkunastoletniego Tadeusza Jasińskiego rozpiętego na sowieckim czołgu. Niestety chłopiec zmarł na rękach Lipińskiej. Po zdobyciu Grodna przez Armię Czerwoną została w listopadzie 1939 aresztowana przez NKWD, więziona w Mińsku. 29 stycznia 1941 skazana na 10 lat łagrów i 15 lat zsyłki. Po ataku Niemiec na ZSRR przeszła wraz z innymi więźniami NKWD drogę śmierci Mińsk-Czerwień. W Czerwieniu (Ihumeniu) wraz z kilkuset osobami, które podały się za więźniów kryminalnych wypuszczona przez konwojentów. Po kilku tygodniach pieszej wędrówki przedostała się do Warszawy, gdzie podjęła działalność w Związku Walki Zbrojnej (później Armii Krajowej). W czasie okupacji niemieckiej uczyła w szkole handlowej i odzieżowej, uczestniczyła w tajnym nauczaniu. W styczniu 1942 skierowana przez Komendę Główną ZWZ/AK do Mińska jako zastępca szefa ekspozytury białoruskiej wywiadu dalekiego zasięgu KG ZWZ/AK. Wiosną 1944 komendant główny Armii Krajowej odznaczył ją Krzyżem Srebrnym Virtuti Militari. 25 lipca 1944, w trzy tygodnie po zajęciu Mińska przez Armię Czerwoną, podczas szykowania się do wyjazdu do kraju została aresztowana przez NKWD. Została oskarżona o szpiegostwo na rzecz Wielkiej Brytanii i skazana na 6 lat łagru. W 1950 postawiono ją ponownie przed sądem, tym razem w Wilnie i otrzymała wyrok 25 lat łagrów. Była w tym czasie parokrotnie przetrzymywana w więzieniu na Łubiance, a także w więzieniach w Wilnie i Nowosybirsku, w 1950 przeszła brutalne śledztwo w więzieniu w Mińsku. Przebywała w łagrach w Bracku, Gorkim, Orszy, Nowosybirsku, Suchobezwodnej, Tajszecie i Kemerowie. Ułaskawiona w październiku 1956, 15 października 1956 wróciła do Polski.

### PRL i emerytura (1956-1995)
Po powrocie w 1956 r. podjęła pracę w Bibliotece Głównej Politechniki Warszawskiej, gdzie pracowała przez 20 lat (do emerytury), od 1964 r. na stanowisku adiunkta, a następnie starszego kustosza dyplomowanego, zajmując się gromadzeniem specjalistycznego księgozbioru technicznego. Była przewodniczącą Komisji Historii Kobiet w Walce o Niepodległość. W 1980 wstąpiła do NSZZ „Solidarność”. W maju 1992 roku została patronką 17 Rozwadowskiej Drużyny Harcerek. Lipińska uczestniczyła na nadaniu imienia drużynie. Przed śmiercią często odwiedzała harcerki. Wśród swoich najważniejszych odznaczeń Lipińska wymienia mały proporczyk, który dostała od harcerek z Rozwadowa.
Autorka książki – dokumentu pt. Jeśli zapomnę o nich...”, będącej wspomnieniem z lat wojny i zesłania, wydanej po raz pierwszy w Paryżu w 1988. Za tę publikację otrzymała Nagrodę „Wiadomości” (1989) oraz Nagrodę im. Jerzego Łojka (1991).
Nominowana do stopnia generała brygady, jednak ze względu na wymogi formalne awans mogła otrzymać tylko jedna osoba, a ponieważ Maria Wittek była starsza, to ona otrzymała promocję. Do awansu ppłk. Lipińskiej już nie powrócono.
Zmarła 30 listopada 1995 w Warszawie w wieku 93 lat. Została pochowana z asystą wojskową na cmentarzu przy kościele św. Katarzyny na Służewie w Warszawie. Na jej pogrzebie był sztandar Szczepu harcerskiego Leśne Plemię, działającego w Rozwadowie.

## Życie prywatne
Miała troje rodzeństwa: siostry Marię Danutę Żelazowską (zm. 1933) i Stefanię Żelazowską (1907–1992) oraz brata dr Stefana Lecha Sokołowskiego (1904–1940), zamordowanego w Katyniu przez NKWD.
W 1928 wyszła za mąż za kolegę ze studiów, Edmunda Lipińskiego. Małżeństwo wkrótce się rozpadło, było bezdzietne.

## Odznaczenia
- Krzyż Srebrny Orderu Wojennego Virtuti Militari (rozkazem KG AK 1944)[10] nr 13147
- Krzyż Komandorski z Gwiazdą Orderu Odrodzenia Polski (pośmiertnie 2007)[11]
- Krzyż Kawalerski Orderu Odrodzenia Polski[10]
- Krzyż Niepodległości[10]
- Krzyż Walecznych (1942)[10]
- Złoty Krzyż Zasługi z Mieczami[10]
- Medal X-lecia Niepodległości[10]
- Medal Wojska[10]
- Krzyż Armii Krajowej[10]
- Krzyż Obrony Lwowa[10]
- Krzyż Grodzieński[10]
- Medal Polonia Mater Nostra Est

## Upamiętnienie
- Jest patronką 17 Rozwadowskiej Drużyny Harcerek Związku Harcerstwa Rzeczypospolitej w Stalowej Woli[9]
- Czytelnia w Bibliotece Głównej Politechniki Warszawskiej nosi jej imię, w sali jest wmurowana tablica memoratywna[9]
- Jest patronką bursy szkolnej nr 5 na ul. Zagójskiej 3 w Warszawie[9]
- Tablica w kościele św. Katarzyny i na domu przy Placu Przymierza 8 na Saskiej Kępie, w którym pod koniec życia mieszkała[9]